# Juli-ultimatum

Overzichtskaart van de militaire bondgenootschappen in Europa in 1914 ten tijde van het Juli-ultimatum.

Het Juli-ultimatum of het Oostenrijks-Hongaars ultimatum aan Servië was een ultimatum dat Oostenrijk-Hongarije op 23 juli 1914 stelde aan de regering van Servië, als gevolg van de moord op de Oostenrijkse kroonprins Frans Ferdinand in Sarajevo. Het ultimatum eiste kortweg dat de zaak tot de bodem werd uitgezocht, maar eiste dat Servië zich daarvoor wel een diepgaande inbreuk op de soevereiniteit moest laten welgevallen, onder meer door het toelaten van Oostenrijkse politiebeambten. Servië stemde met alle eisen in, op een na, waarna Oostenrijk de zaak op scherp zette en met oorlog dreigde. Hierdoor kwam een kettingreactie op gang, die tot de Eerste Wereldoorlog leidde.
Het Juli-ultimatum wordt veelal niet als een ultimatum in de letterlijke zin beschouwd, omdat het als onvervulbaar wordt gezien. Het ultimatum is veeleer een maatregel om een casus belli te creëren, waardoor Oostenrijk-Hongarije Servië zou kunnen binnenvallen.

## Eisen
Oostenrijk-Hongarije eiste dat de Servische regering de volgende acties zou ondernemen:
1. Elke publicatie waarin haat of minachting tegen de Oostenrijkse monarchie staat moet onderdrukt worden;
2. De Narodna Odbrana (een Servische nationalistische groep) moet ontbonden worden, evenals soortgelijke groepen die anti-Oostenrijkse propaganda verspreiden;
3. Al hetgeen propaganda tegen Oostenrijk verspreidt of dit zal doen, moet verwijderd worden uit de Servische publieke voorlichting en het onderwijs;
4. Uit het Servische leger en het bestuur moeten alle personen die propaganda tegen Oostenrijk-Hongarije hebben verspreid, ontslagen worden. De namen van deze personen worden aangeleverd door de regering van Oostenrijk-Hongarije;
5. Men moet bij het bestrijden van anti-Oostenrijkse beweging samenwerken met organen van de Oostenrijks-Hongaarse regering;
6. Men moet juridische maatregelen nemen tegen degenen die bij het complot achter de moord op Frans Ferdinand betrokken zijn, en zich daarbij laten bijstaan en leiden door organen die door de Oostenrijks-Hongaarse regering zijn gedelegeerd;
7. Twee benoemde personen moeten direct gearresteerd worden;
8. Smokkel in wapens en explosieven tussen Servië en Oostenrijk-Hongarije moet worden tegengegaan;
9. Er moet uitleg worden gegeven aan Oostenrijk-Hongarije over haatdragende verklaringen die hooggeplaatste Servische personen in Servië en het buitenland hebben gedaan over Oostenrijk-Hongarije;
10. Oostenrijk-Hongarije moet zonder vertraging op de hoogte worden gesteld van de uitvoering van deze maatregelen.

### Het Servische antwoord
Servïë was bereid om alle eisen te accepteren, behalve eis 6 over de Servische jurisdictie, aangezien Servië dat ongrondwettelijk en een aantasting van de soevereiniteit vond.